# Socorro (distrito de São Paulo)
Capela do Socorro, más conocido simplemente como Socorro, es un distrito ubicado en la zona sur de la ciudad de Sao Paulo, Brasil. Administrativamente pertenece a la subprefectura de Capela do Socorro. 

## Distritos limítrofes
- Santo Amaro (nordeste)
- Campo Grande (este)
- Cidade Dutra (sur)
- Jardim São Luís (oeste)